# Кондратьєв Тарас Кіндратович
Тарас Кіндратович Кондратьєв (нар. 1892, село Яковцево Тверської губернії, тепер Пустошкинського району Псковської області, Російська Федерація — розстріляний 29 листопада 1937, місто Ленінград, тепер Санкт-Петербург, Російська Федерація) — радянський державний і партійний діяч, відповідальний секретар Володарського районного комітету ВКП(б) міста Ленінграда, прокурор Ленінградської області. Член ВЦВК. Кандидат у члени ЦК ВКП(б) у 1925—1930 роках.

## Життєпис
Народився в родині робітника. У п'ятнадцятирічному віці приїхав до Санкт-Петербурга, поступив учнем на механічний завод Кравцовича. Потім працював токарем на заводах Санкт-Петербурга, з 1910 року вибирався членом керівних органів профспілки металістів.
Член РСДРП з 1913 року.
З 1913 року працював робітником заводу «Сіменс—Шуккерт» У Санкт-Петербурзі, очолював заводський більшовицький осередок. З 1915 року — робітник заводу «Новий Лесснер» у Петрограді. За 1916 рік був двічі заарештований царською поліцією.
У 1917 році — член Петроградського комітету РСДРП(б), один із організаторів Червоної гвардії Петрограда. Активний учасник жовтневого перевороту 1917 року в Петрограді.
З 1918 року — начальник відділу військових заготівель Вищої ради народного господарства РРФСР.
З 1919 року — начальник постачання Петроградського військового округу РСЧА; член Виборзького районного комітету РКП(б) міста Петрограда.
З березня 1920 року — начальник Особливого відділу Петроградської губернської надзвичайної комісії (губЧК).
Потім — на відповідальній роботі в Донецькій губернії; відповідальний організатор районного комітету РКП(б) міста Ленінграда.
У 1924—1926 роках — голова Ленінградського губернського союзу комунального господарства.
З 4 по 7 січня 1926 року — член Північно-Західного бюро ЦК ВКП(б) у Ленінграді.
З січня 1926 по 1929 рік — відповідальний секретар Володарського районного комітету ВКП(б) міста Ленінграда.
У 1929—1930 роках — прокурор Ленінградської області.
З 1931 року — директор Сестрорецького інструментального заводу імені С. П. Воскова Ленінградської області.
До серпня 1937 року — директор Павлово-Посадського рукавно-ткацького комбінату імені 13-ї річниці РСЧА Московської області.
12 серпня 1937 року заарештований органами НКВС. Засуджений Військовою колегією Верховного суду СРСР 29 листопада 1937 року до страти, розстріляний того ж дня. Похований в Ленінграді.
Посмертно реабілітований.